# پیترو برونتسینی
پیترو برونتسینی (زاده ۸ ژانویه ۱۸۹۸ – درگذشته ۲۱ فوریه ۱۹۶۲) هافبک فوتبال ایتالیایی بود.